# کریستو مانگلسو
کریستو مانگلسو (استونیایی: Kristo Mangelsoo؛ زادهٔ ۶ مارس ۱۹۹۳) بازیکن بسکتبال اهل استونی است.
از باشگاه‌هایی که در آن بازی کرده‌است می‌توان به باشگاه بسکتبال کالو اشاره کرد.